# Comuna Septemvri, Pazardjik
Septemvri (în bulgară Септември) este o comună în regiunea Pazardjik, Bulgaria, formată din orașele Septemvri și Vetren și 13 sate. 

## Localități componente

### Orașe
- Septemvri
- Vetren

### Sate
| - Boșulea - Dolno Vărșilo - Gorno Vărșilo - Karabunar - Kovacevo | - Lozen - Semcinovo - Simeonoveț - Slavovița | - Varvara - Vetren Dol - Vinogradeț - Zlokucene |

## Demografie
Componența etnică a comunei Septemvri
     Romi (10,25%)
     Turci (3,26%)
     Bulgari (76,5%)
     Nicio identificare (9,8%)
     Altele (0,16%)
La recensământul din 2011, populația comunei Septemvri era de 25.794 locuitori. Din punct de vedere etnic, majoritatea locuitorilor (76,5%) erau bulgari, existând și minorități de romi (10,25%) și turci (3,26%). Pentru 9,8% din locuitori nu este cunoscută apartenența etnică.